# 九鬼隆寛
九鬼 隆寛（くき たかのぶ）は、江戸時代中期の大名。丹波国綾部藩4代藩主。

## 略歴
播磨国林田藩主・建部政周の三男として誕生した。
正徳2年（1712年）に先代藩主・九鬼隆直の養嗣子となる。正徳3年（1713年）1月30日、隆直の隠居により家督を継いだ。正徳5年（1715年）、藩校である進徳館を創設する。しかし享保年間には天災が相次いだため、藩札の発行や上米制度、御用金賦課などの藩政改革を行なった。明和3年（1766年）3月8日、家督を四男の隆貞に譲って隠居し、天明6年（1786年）5月23日に87歳で死去した。法号は休翁隆山泰岳院。
次代の隆貞は隆寛に先立って死去したが、その婿養子の隆棋を除いて、綾部藩九鬼家は隆寛の血筋で続いた。また隆寛は、九鬼家宗家である三田藩九鬼家に隆貞の兄の隆由、次いで隆邑を養子に出しており、幕末に養子入りした隆義以後も含めて、こちらも隆寛の血筋で続くことになった。

## 系譜
- 父：建部政周（1674年 - 1757年）
- 母：河野通房の娘
- 養父：九鬼隆直（1687年 - 1752年）
- 正室：黒田直邦の娘
  - 長男：九鬼隆恭（1724年 - 1758年）
  - 三男：九鬼隆邑（1727年 - 1820年） - 九鬼隆由の養子
- 生母不明の子女
  - 次男：九鬼隆由（1718年 - 1744年） - 九鬼隆抵の婿養子
  - 四男：九鬼隆貞（1729年 - 1781年）
  - 五男：九鬼隆許
  - 女子：永井直行正室 - のち浅野長寿正室
  - 女子：諏訪頼寿室
  - 女子：花房職雍継室
- 養子
  - 男子：九鬼隆英（1715年 - 1746年） - 九鬼隆直の長男